# Thérèse Tardif
Thérèse Tardif (née à Ottawa le 24 février 1912 et morte le 15 avril 1999) est une écrivaine franco-ontarienne.

## Biographie
Tardif amorce sa carrière littéraire à la fin des années 1930, en signant des textes au Quartier latin et dans la revue En avant. À partir des années 1940, elle collabore à plusieurs périodiques, dont La Nouvelle Relève et Amérique française. Elle se joint à la section Ottawa-Hull de la Société des écrivains canadiens en 1946 et en devient la vice-présidente en 1954. Elle publie deux  livres : Désespoir de vieille fille en 1943, aux Éditions de l'Arbre, et La Vie quotidienne en 1951, à compte d'autrice.
Elle est également traductrice au Bureau de la statistique du gouvernement canadien.

## Œuvres
- Désespoir de vieille fille, 1943.
- La Vie quotidienne, 1951.